# Erdungswiderstand
Der Erdungswiderstand RE ist der elektrische Widerstand zwischen dem Anschlusspunkt eines Erders und der Bezugserde. Der Erdungswiderstand ist eine wichtige Kenngröße einer Erdungsmaßnahme und sollte im Regelfall möglichst klein sein.
Der Erdungswiderstand wird teilweise mit dem Ausbreitungswiderstand bzw. Erdausbreitungswiderstand gleichgesetzt, kann aber auch als geringfügig größer angesehen werden, wenn die Widerstände von Erder und Erdungsleiter noch dazugezählt werden.

## Zusammensetzung
Der Erdungswiderstand wird im Wesentlichen durch den spezifischen Erdwiderstand des Bodens in unmittelbarer Nähe der Erderelektrode und die Geometrie der Erderelektrode bestimmt. Der Erdungswiderstand wird daher auch Ausbreitungswiderstand oder Erdausbreitungswiderstand genannt. Der Ausbreitungswiderstand ist der Widerstand zwischen dem Erder und der Bezugserde (Wirkwiderstand der Erde). Der Erdungswiderstand ist die Summe des wirksamen Ausbreitungswiderstandes ggf. parallelgeschalteter Erder, des Widerstandes der Metallelektrode des Erders und der an den Erder bzw. die Erdungsanlage angeschlossenen Erdungsleiter. Der elektrische Widerstand zwischen der Potentialausgleichschiene und der Bezugserde wird als Gesamterdungswiderstand bezeichnet.

### Erdungsimpedanz
In Wechselstromanlagen spricht man von Erdungsimpedanz ZE, dies ist der Wechselstromwiderstand zwischen Erder und Bezugserde. Bei der Erdungsimpedanz wird neben dem Widerstandsbelag und Querleitwertsbelag auch der Induktivitätsbelag sowie der Kapazitätsbelag berücksichtigt. Sie ergibt sich aus den Ausbreitungswiderständen und zum Beispiel den Impedanzen der angeschlossenen Erdseile von Freileitungen oder den Metallmänteln von Kabeln.
Bei Blitzschutzerdern ist die Induktivität des Blitzableiters und des Erders maßgebend. Der gemessene Erdausbreitungswiderstand verringert sich bei Blitzeinschlag durch nichtlineare Vorgänge im Erdreich. Man rechnet mit 1 Mikrohenry pro Meter Leiter, woraus sich vierstellige Spannungsbeträge in Volt bei Blitzeinschlag ergeben. Dementsprechend werden äußere Blitzschutzanlagen oft isoliert von weiteren leitfähigen Installationen des Hauses verlegt.

## Spezifischer Erdwiderstand
Der spezifische Erdwiderstand auch spezifischer Bodenwiderstand ρE genannt, ist maßgeblich für die Höhe des Erdungswiderstandes RE bzw. des Ausbreitungswiderstandes RA (auch Erdausbreitungswiderstand genannt) verantwortlich. Dieser spezifische Erdwiderstand entspricht dem Widerstand eines Würfels mit einer Kantenlänge von einem Meter. Voraussetzung für die Widerstandsbestimmung ist, dass der Würfel dabei von einer Kantenfläche zur anderen Kantenfläche durchströmt wird. Die Höhe des spezifischen Erdwiderstandes ist von mehreren Faktoren abhängig. Neben der Bodenart nehmen auch die Körnung und die Dichte des Bodens Einfluss auf den spezifischen Erdwiderstand. Außerdem wirken sich Unterschiede im Feuchtegehalt auf die Höhe des spezifischen Erdwiderstandes aus. Diese Feuchtegehalte unterliegen starken jahreszeitlichen Schwankungen. Die jahreszeitlichen Schwankungen des spezifischen Erdwiderstandes hängt im Wesentlichen von der Tiefe des Bodens ab. Diese Schwankungen verlaufen annähernd sinusförmig. Auch die Temperatur des Erdbodens wirkt sich auf die Höhe des spezifischen Erdwiderstandes aus, gefrorenes Erdreich wirkt sich fast wie ein Isolator aus.
| Bodenbeschaffenheit                        | Wertebereich | Mittelwert    |
| ------------------------------------------ | ------------ | ------------- |
| sumpfiger Boden                            | 2–50         | 30            |
| Ziegelton                                  | 2–200        | 40            |
| Schwemmsand, Humus Lehmsandboden           | 20–260       | 100           |
| Sand und Sandboden                         | 50–3000      | 200 (feucht)  |
| Torf                                       | > 100        | 200           |
| Kies (feucht)                              | 50–3000      | 1000 (feucht) |
| steiniger und felsiger Boden               | 100–8000     | 2000          |
| Beton: Zement/Sand Mischungsverhältnis 1:5 | 50–300       | 150           |
| Beton: Zement/Kies Mischungsverhältnis 1:5 | 100–8000     | 400           |
| Beton: Zement/Kies Mischungsverhältnis 1:7 | 50–300       |               |

Zum Vergleich: Der spezifische Widerstand ρ von guten elektrischen Leitern wie Metallen liegt in Bereichen unter 10−6 Ωm.
Quelle:

### Stromverteilung und Potentialverlauf

Zwei metallische Halbkugelerder als Modell und die Bestimmung des Erdwiderstandes

Die Stromverteilung und der Potentialverlauf des Erders und somit auch der Erdungswiderstand, hängen von den Abmessungen und der Anordnung des Erders ab. Je größer die Oberfläche des Erders ist, umso großflächiger ist die Berührungsfläche mit dem Erdreich. Eine größere Berührungsfläche mit dem Erdreich bedeutet zugleich eine größere Stromaustrittsfläche. Somit sinkt dadurch der Erdungswiderstand. Die Form und Größe der Erderoberfläche bestimmt im Wesentlichen in Erdernähe die Stromverteilung um den Erder. Mit zunehmender Entfernung vom Erder nimmt dieser Einfluss ab.
Bei einem Halbkugelerder breitet sich der Strom vom Kugelmittelpunkt ausgehend radialsymmetrisch im Erdreich aus. Dies ist jedoch nur dann möglich, wenn das Erdreich homogen ist. Die Fläche, die dem Strom beim Austritt aus dem Erder zur Verfügung steht, ist zunächst relativ klein, sie wird aber mit zunehmender Entfernung vom Erder immer größer. In nebenstehender Skizze sind zwei metallische Halbkugeln mit dem Radius r mit Abstand d zueinander im Erdreich vergraben. Dabei ist vorausgesetzt, dass der Abstand d wesentlich größer als der Kugelradius r ist. In diesem Fall ist der an den Klemmen K zu messende Widerstand Rk unabhängig von der Entfernung d, dies ist durch den großen Querschnitt des Erdreichs bedingt. In Abhängigkeit vom Radius des Erders und vom Bodenwiderstand ρ in der Umgebung des Erders wird der Widerstand Rk nach folgender Gleichung bestimmt:
{\displaystyle R_{k}={\frac {\rho }{\pi \cdot r}}}
Damit ergibt sich der Erdungswiderstand R eines Erders zu:
{\displaystyle R={\frac {\rho }{2\cdot \pi \cdot r}}}
In der Praxis werden halbkugelförmige Erder jedoch nicht verwendet.

#### Potentialverteilung
Die Potentialverteilung an der Erdoberfläche ist von der Bauform des Erders abhängig. Tiefenerder haben an der Erdoberfläche eine ungünstigere Potentialverteilung als Oberflächenerder. Der über den Erder in das Erdreich eingeleitete Strom erzeugt um den Erder einen Spannungstrichter. Um einen Halbkugelerder ergeben sich konzentrische Äquipotentiallinien. Bei in der Praxis eingesetzten Erdern ergeben sich anders geformte Äquipotentiallinien und somit auch anders geformte Spannungstrichter. Die Potentialverteilung hat einen großen Einfluss auf die Schrittspannung.

## Stoßerdungswiderstand
Bei hochfrequenten Vorgängen, wie z. B. bei Blitzströmen, kann nicht mehr mit dem Erdungswiderstand gerechnet werden. Hier wird aufgrund der geänderten Parameter mit dem Stoßerdungswiderstand gerechnet. Der Stoßerdungswiderstand (Stoßimpedanz) hat aufgrund von Wirbelströmen und Abstrahlungseffekten einen höheren Wert als der Erdungswiderstand {\displaystyle R_{E}}. Das liegt daran, dass der Erdungswiderstand bei einer Frequenz von 50 Hertz gemessen wird. Für die praktische Erderberechnung ist die Berücksichtigung des bei 50 Hertz ermittelten Erderwiderstandes in der Regel ausreichend.

## In der Praxis
Bei praktischen Erdungselektroden kommen noch zusätzliche Widerstandsanteile wie die der Anschlussleitung und der Verbindungselemente (Klemmen) hinzu. Diese Widerstände sind meistens vernachlässigbar, sofern die Verbindungselemente gut befestigt sind, da die Bauteile üblicherweise aus gut leitenden Metallen bestehen. Bei anderen Geometrien des Erders, die deutlich von der Kugelform abweichen, wie beispielsweise Banderder, ergeben sich andere Beziehungen zwischen Form des Erders und Widerstand, die oft nicht analytisch, sondern durch praktische Messungen bestimmt werden.

## Messung

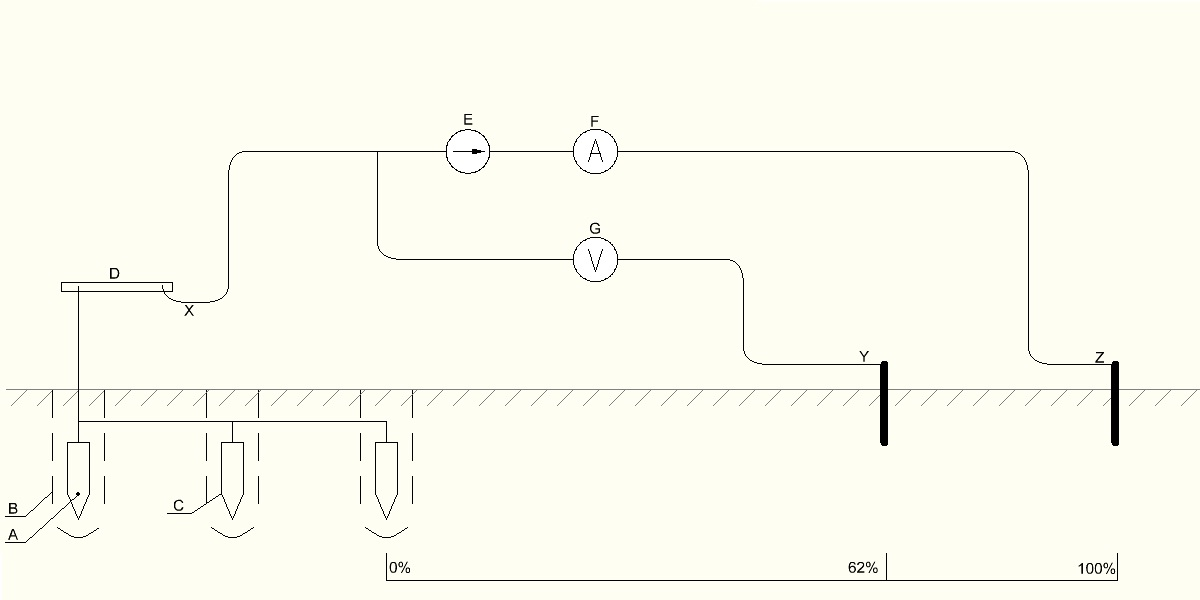
Anordnung zur praktischen Messung des Erdungswiderstandes

Zur Messung des Erdungswiderstands gibt es mehrere verschiedene Verfahren. Wichtige Hilfsmittel sind dabei Erdspieße als Hilfserder und Sonden sowie Stromzangen zur Einspeisung und Messung der Erderströme. Die Messung mit einem Wechselstrom als Prüfstrom ist eigentlich immer eine Messung von Impedanzen. Bei sehr niederen Messfrequenzen ist dies in der Regel jedoch weitgehend (sehr nahe) dem ohmschen Wert entsprechend.

## Praktische Anwendung
Erdungsanlagen, welche in der räumlichen Ausdehnung mehrere Kilometer im Durchmesser umfassen, können mit besonders kleinem Erdungswiderstand im Bereich um und knapp unter 1 Ω ausgeführt werden. Diese werden bei monopolaren Hochspannungs-Gleichstrom-Übertragungen, in welchen die Betriebserdung im Normalbetrieb Ströme bis zu einigen kA führt, eingesetzt. Ein Beispiel einer solchen Anlage ist die Pacific DC Intertie in den USA.

## Sternpunktbehandlung
Mit dem Begriff Erdungswiderstand als Komponente (technisches Bauteil) werden auch Sternpunkt-Erdungswiderstände bezeichnet, welche beispielsweise bei Mittelspannungsanlagen zwischen dem Sternpunkt eines Leistungstransformators oder Generators und der Erdungsanlage geschaltet werden, um im Fehlerfall den Erdschlussstrom zu begrenzen.

## Normen
- DIN VDE 0100-540 (VDE 0100-540:2012-06) Errichten von Niederspannungsanlagen - Teil 5-54: Auswahl und Errichtung elektrischer Betriebsmittel – Erdungsanlagen und Schutzleiter
- EN 50522:2010-11  (VDE 0101-2:2011-11) Erdung von Starkstromanlagen mit Nennwechselspannungen über 1 kV